# 廣東道政府合署

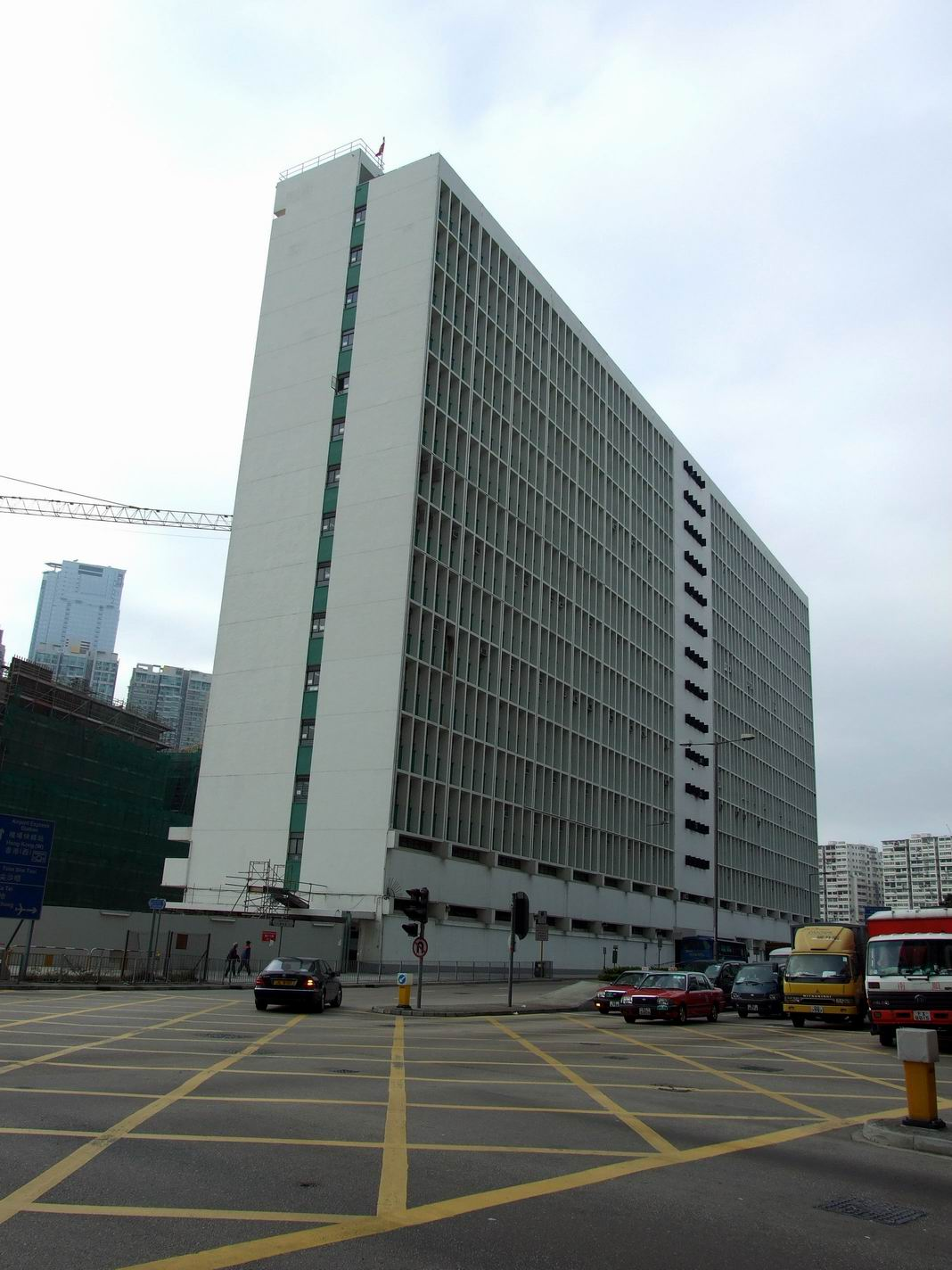
廣東道政府合署

廣東道政府合署（英語：Canton Road Government Offices）位處香港西九龍廣東道393號，建於1971年，樓高14層，是一座最早期的政府辦公大樓。大樓內曾經是香港漁農處（今漁農自然護理署）等多個部門的辦事處，但隨著長沙灣政府合署於2000年7月28日啟用後，此建築物已空置，只餘政府統計處普查及人口統計科的辦事處。而自2005年6月起，大樓其中四層半空間用作九廣鐵路公司九龍南線的辦事處，而相關承建商再額外使用四層作地盤寫字樓。2009年9月，政府統計處普查及人口統計科遷往城東誌二座8-10樓（其後於2015年5月14日再遷往啟德工業貿易大樓9樓）。2010年9月，港鐵項目辦事處也分別遷往紅磡和錦田大樓（而九龍南線辦事處亦因此延線通車而關閉）。
另外，廣東道政府合署以前曾經設有政府船塢（九龍政府船塢）、郵政局及工場，但隨著西九龍填海工程而騰空，隨後拆卸。此外大樓曾經於2001年設置「超級數碼中心」，但因為需要在短期內交還政府產業署，故於2004年10月21日起停止運作，而郵政局亦於2007年12月31日正式關閉。
因應港鐵柯士甸站上蓋物業之建造工程，項目於2013年6月命名為「The Austin」，廣東道政府合署已於2010年11月永久封閉，並於2010年12月起清拆。

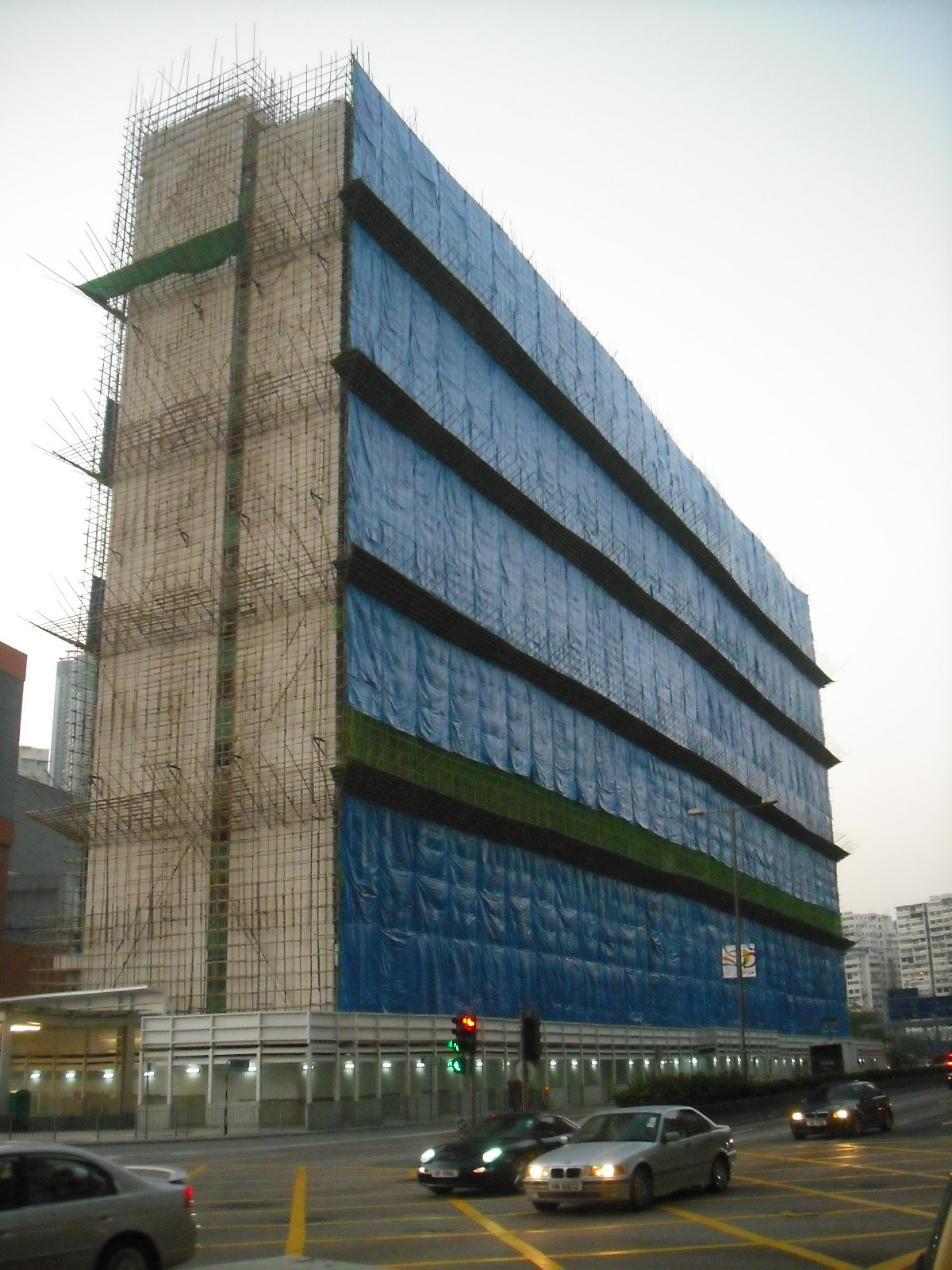
已用藍帳幕遮蓋的廣東道政府合署，正準備被清拆，攝於2011年元旦日黃昏

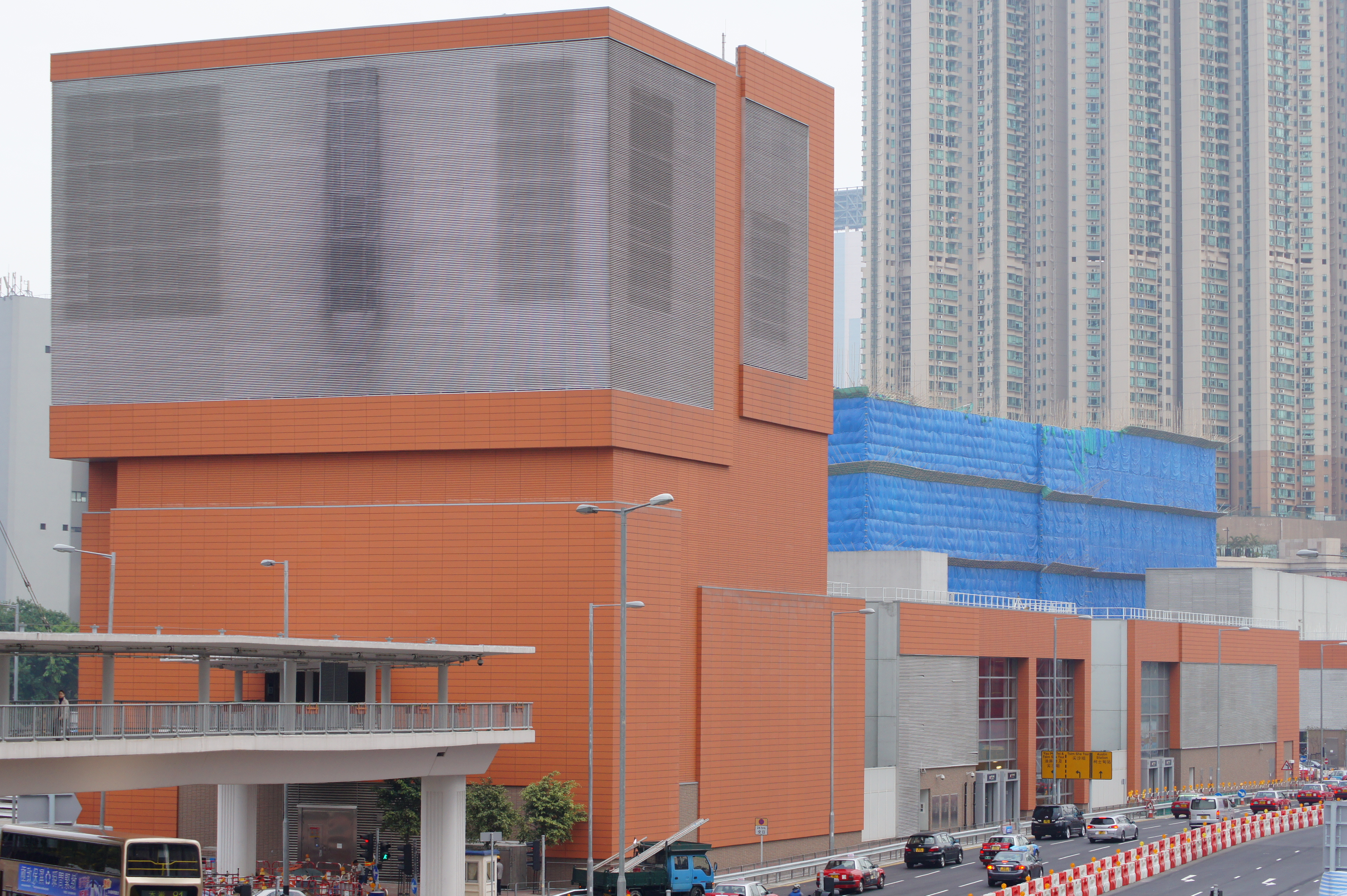
圖右為正在拆卸的廣東道政府合署

## 事件
- 2011年1月3日，正準備拆卸的廣東道政府合署於下午12時15分發生火警，並於12時45分升為三級火警。[3][4]火警於當日下午1時51分大致上被救熄。[5]